# Liste der Bürgermeister von Lösnich
Wie aus "Schöffenweistümern" der ehemals reichsunmittelbaren Herrschaft Lösnich aus den Jahren 1529, 1536, 1687 und 1716 hervorgeht, bestand das Kollegium des Lösnicher Dorfgerichts (Hochgericht) aus sechs geschworenen Schöffen und dem Schultheiß als Vorsitzenden des Gerichts.
Aus dem Amt des Schultheißen entwickelte sich später das Amt des Orts- oder Gemeindevorstehers und schließlich des Ortsbürgermeisters. Die erste namentliche Erwähnung eines Lösnicher Schultheißen findet sich in einer Abschrift eines Schöffenweistums von 1536.
| Amtsinhaber                                              | Amtszeit                    |
| -------------------------------------------------------- | --------------------------- |
| Hans Simon                                               | 1536                        |
| Jost Urmann (Ortmann)                                    | 1601                        |
| (Johann) Bernhard Schurph                                | 1654, 1674, 1682, 1688      |
| Peter Kröff                                              | 1703, 1711                  |
| Hans (Johann) Caspar Schurph                             | 1715, 1730                  |
| Hans (Johann) Georg Schurph                              | 1733, 1739                  |
| Johann Georg Schurph                                     | 1755                        |
| Johannes Schurph                                         | 1765                        |
| Johann Peter Schurph (Johannes Conen Bürgermeister)      | 1776, 1779, 1780            |
| Johannes (wahrscheinlich Johann Peter) Schurph           | 1782, 1785                  |
| Sebastian Ehlen (Schwiegersohn von Johann Peter Schurph) | 1786, 1787, 1788            |
| Franz Justen (Bürgermeister)                             | 1790                        |
| Sebastian Ehlen                                          | 1792, 1794                  |
| Ehlen                                                    | 1839                        |
| Josef Schäfer                                            | 1847                        |
| Jacobs                                                   | 1850, 1853, 1854, 1856–1858 |
| Ehlen                                                    | 1866–1870, 1873–1875        |
| Johann Ehlen                                             | 1877                        |
| Jacobs                                                   | 1879,                       |
| Johann Ehlen                                             | 1883, 1884, 1886            |
| Johann Herges (Gemeindevorsteher)                        | 1888, 1889                  |
| Sebastian Cön (Gemeindevorsteher)                        | 1891, 1892, 1893            |
| Orthmann                                                 | 1894                        |
| Orthmann/Ehlen                                           | 1898, 1902, 1905            |
| Stefan Ehlen                                             | 1908–1939                   |
| Peter Conen                                              | 1939–1945                   |
| Otto Simon                                               | 1945–1948                   |
| Albert Arns                                              | 1948–1979                   |
| Anton Ehlen                                              | 1979–1994                   |
| Norbert Franz                                            | 1994–2009                   |
| Winfried Gassen                                          | 2009–2019                   |
| vakant                                                   | 2019–2022                   |
| Benjamin Simon                                           | 2022–2025                   |
| Marion Esseln                                            | 2025–                       |